# SCAMP5
SCAMP5 (англ. Secretory carrier membrane protein 5) – білок, який кодується однойменним геном, розташованим у людей на короткому плечі 15-ї хромосоми. Довжина поліпептидного ланцюга білка становить 235 амінокислот, а молекулярна маса — 26 104.
| 10         |  | 20         |  | 30         |  | 40         |  | 50         |
| ---------- |  | ---------- |  | ---------- |  | ---------- |  | ---------- |
| MAEKVNNFPP |  | LPKFIPLKPC |  | FYQDFEADIP |  | PQHVSMTKRL |  | YYLWMLNSVT |
| LAVNLVGCLA |  | WLIGGGGATN |  | FGLAFLWLIL |  | FTPCSYVCWF |  | RPIYKAFKTD |
| SSFSFMAFFF |  | TFMAQLVISI |  | IQAVGIPGWG |  | VCGWIATISF |  | FGTNIGSAVV |
| MLIPTVMFTV |  | MAVFSFIALS |  | MVHKFYRGSG |  | GSFSKAQEEW |  | TTGAWKNPHV |
| QQAAQNAAMG |  | AAQGAMNQPQ |  | TQYSATPNYT |  | YSNEM      |  |            |

A: Аланін

C: Цистеїн

D: Аспарагінова кислота

E: Глутамінова кислота

F: Фенілаланін

G: Гліцин

H: Гістидин

I: Ізолейцин

K: Лізин

L: Лейцин

M: Метіонін

N: Аспарагін

P: Пролін

Q: Глутамін

R: Аргінін

S: Серин

T: Треонін

V: Валін

W: Триптофан

Задіяний у таких біологічних процесах, як транспорт, транспорт білків, екзоцитоз, альтернативний сплайсинг. 
Локалізований у клітинній мембрані, мембрані, клітинних контактах, цитоплазматичних везикулах, апараті гольджі, синапсах, ендосомах.